# TT267
La tombe thébaine TT 267 est située à Deir el-Médineh, dans la nécropole thébaine, sur la rive ouest du Nil, face à Louxor en Égypte.
C'est la tombe d'un dénommé Hay, officier des ouvriers dans la Set Maât her imenty Ouaset (« place de Maât » ou « place de vérité »), façonneur des images de tous les dieux dans la maison de l'or. La tombe date de la XXe dynastie.